# 森尾理奈
森尾 理奈（もりお りな、1972年7月7日 - ）は、日本の漫画家。埼玉県蕨市出身。血液型はA型。さいたま市立浦和南高等学校在学中、第6回月刊少女フレンド新人まんが賞佳作を受賞し、『フレッシュフレンド』1988年秋号に掲載された「冬のおわりの春のはじまり」でデビュー。その後、亜細亜大学に進学する。趣味はワンコいじり。
『少女フレンド』（講談社）で執筆していたが、同誌休刊後は主に『デザート』（同）にて作品を発表する。通常のラブストーリーのほかに、スポーツ選手の苦悩を恋愛を交えて描いた作品や、実話を基にした作品が多い。

## 作品リスト
- 青春のためいき（1990年）
- いつかだれかと二人暮し（1991年）
- OH！マイ天使（1992年、全2巻）
- Lovin' you（1994年）
- よいこはセクシーダイナマイト（1995年 - 1996年、全4巻）
- 涙を翼にかえて（1996年）
- 永遠のポートレイト（1997年）
- この空を抱きしめる（1997年-1998年、全2巻）
- 奇跡の羽根（1999年）
- えっちなホンネ（1999年）
- いのちの輝き（2000年）
  - 夭折したスキーヤー森徹の人生を描いた物語。
- 奇跡の贈りもの 本当にあった感動ラブストーリー集（2000年）
- もっと えっちなホンネ（2001年）
  - 「えっちなホンネ」の続編
- 女探偵はやめられない（2001年） 原作：渡邉直美
- 君を忘れない 本当にあった感動ラブストーリー集2（2002年）
- やさしさの宝石箱 本当にあった感動ラブストーリー集3（2002年）
- 天使がくれた時間 本当にあった感動ラブストーリー集4（2003年）
- もっともっとえっちなホンネ（2003年）
  - 「えっちなホンネ」シリーズの続編
- あなたが生きているだけで 本当にあった感動ラブストーリー集5（2004年）
- 指先で紡ぐ愛（2004年） 著者：光成沢美・福島智
- 10000人が書いた読者体験 わたしたちこんな感動恋愛しています
  - いしだ絵里らとのオムニバス
- わたしの運命 妊娠してわかったHIV（2005年） 著者：エトウケイコ
- 1万分の1の奇跡 本当にあった感動ラブストーリー（2005年）
  - 白血病と宣告され、骨髄バンク設立に奔走した大谷貴子の物語。
- ごきげんいかが?テディベア（2006年） 著者：薮内広之
- ママはキャバ嬢!（2006年 - 2011年、全12巻） 著者：森山まなみ
- たっくんに恋してる!（2006年 - 2011年、全10巻）
- 初めてママになるあなたへ 8%の奇跡（2007年）
  - かわちゆかりらとのオムニバス
- 初めてママになるあなたへ 280日の奇跡（2008年）
  - 平田京子らとのオムニバス
- 出張! 上司 島耕作～島耕作トリビュート～（2008年）
  - 島耕作社長就任記念、弘兼憲史公認トリビュート
- 余命1ヶ月の花嫁（2009年）
  - 【企画協力 TBSテレビ報道】
- 泣きたい時に読む感動ラブストーリー（2010年）
  - 那波ナオらとのオムニバス
- 好きです、この少女まんが。2 家族（2011年）
  - 岩館真理子らとのオムニバス
- 涙腺やぶりの実話ラブ（2012年）
  - たかはしあんらとのオムニバス
- 恋するシングルマザー（2013年）
  - 那波ナオらとのオムニバス
- 君の結婚式（2016年）
- わかればなし（2016年）
- 君だけの翼（2016年）
- 思春期の事情（2016年、全2巻）

### 挿絵
以下は原作：小川夏野、講談社X文庫ティーンズハートより刊行
- 同居時代・15歳（1994年）
- 同棲時代・16歳（1994年）
- 求婚時代・17歳（1995年）
- 求婚時代・17歳 Part2（1995年）
- 婚約時代・18歳（1995年）
- 婚約時代・18歳 Part2（1996年）
- 男の子はみんな 誘惑の放課後（1996年）
- 真夜中のキス 誘惑の放課後（1996年）
- 見つめていたい 誘惑の放課後（1996年）